# Parallel World Pharmacy
Parallel World Pharmacy (異世界薬局, Isekai yakkyoku, litt. « Pharmacie dans un autre monde ») est une série de light novel écrite par Liz Takayama et illustrée par keepout. Elle est initialement publiée en ligne à partir de juillet 2015 sur le site Shōsetsuka ni narō. Ses droits sont ensuite acquis par Media Factory, avec huit volumes publiés depuis janvier 2016 sous le label MF Books. Une adaptation en manga dessinée par Sei Takano est prépubliée en ligne sur le site ComicWalker de Kadokawa Shoten depuis novembre 2016. Huit volumes reliés sont parus au 5 juillet 2022. Une adaptation en série d'animation produite par le studio Diomedéa est diffusée entre juillet et septembre 2022. Hors de l'Asie, cette diffusion est assurée par Crunchyroll.

## Synopsis
Un jour, Yakutani, spécialiste en pharmacologie, est subitement réincarné dans un monde de fantasy. Il commence alors une nouvelle vie en tant que Falma de Médicis, un jeune garçon qui va tenter d'utiliser ses connaissances de sa vie précédente pour aider les habitants de ce monde inconnu.

## Personnages
Falma de Médicis (ファルマ・ド・メディシス, Faruma do Medishisu)
Voix japonaise : Aki Toyosaki
Le protagoniste de l'histoire. Dans son ancienne vie, il était Kanji Yakutani un professeur en pharmacologie réputé dans le monde entier. Il se montrait acharné dans son travail, hanté par la mort de sa jeune sœur, que les médecins n'avaient pu sauver d'une tumeur. Mais il a fini par succomber à une surcharge de travail et s'est réincarné dans le corps de Falma de Médicis, jeune fils aîné d'un apothicaire impérial, mort foudroyé. Il utilise ses connaissances pour tenter d'améliorer la science de son nouveau monde. Mais il dispose également d'une compétence unique : Il est béni du dieu Médicamentos, ce qui lui confère le pouvoir de créer des substances dont il connaît la structure moléculaire. Il dispose aussi d'une vision lui permettant d'établir un diagnostic. Falma rêve de faire bénéficier de ses traitements au plus grand nombre de personnes possibles, ce qui bouscule des certitudes dans la société aristocratique qui est la sienne. Il a ouvert une pharmacie dans ce but. 
Éléonore Bonnefoi (エレオノール･ボヌフォワ, Ereonōru Bonufowa)
Voix japonaise : Reina Ueda
Elle a été la professeure de l'ancien Falma et la première à comprendre qu'il avait changé. Au début, elle a été effrayée par ses aptitudes hors du commun, mais Falma a réussi à la convaincre de rester près de lui. Elle est devenue son assistante à la pharmacie.
Charlotte Soller (シャルロット･ソレル, Sharurotto Soreru)
Voix japonaise : Kaede Hondo
Elle était la servante personnelle de Falma et a, la première, identifié les marques qu'il avait sur les bras comme le signe de la bénédiction de Médicamentos. Elle est devenue une assistante indispensable pour faire tourner la pharmacie en dépit de son jeune âge (elle a un an de moins que Falma). 
Impératrice Élisabeth II (エリザベート二世, Erizabēto Nisei)
Voix japonaise : Shizuka Itō
Elle est la souveraine de l'empire du Saint Fleuve et la protectrice de Falma depuis qu'il l'a guérie d'une contamination par la peste blanche. 
Bruno de Médicis (ブリュノ・ド・メディシス, Buryuno do Medishisu)
Voix japonaise : Kenji Nomura
Il est le père de Falma et comprend assez vite que le jeune prodige qu'il est devenu n'est pas vraiment son fils. Cependant, il continue de le traiter comme tel. Apothicaire impérial, il est très expérimenté et se montre intéressé par les connaissances scientifiques venues du monde de Yakutani.
Blanche de Médicis (ブランシュ・ド・メディシス, Buranshu do Medishisu)
Voix japonaise : Maria Naganawa
Elle est la fille cadette de Bruno de Médicis et donc la sœur de Falma. Il est très attaché à elle car elle lui rappelle la sœur qu'il n'a jamais vu grandir dans son ancienne vie.

## Production et supports

### Light novels
Une série de light novels illustrée par keepout reprenant l'histoire initialement publiée par Liz Takayama sur le site Shōsetsuka ni Narō est éditée par Media Factory sous le label MF Books, avec huit volumes publiés depuis janvier 2016.
| no | Japonais        | Japonais          |
| no | Date de sortie  | ISBN              |
| -- | --------------- | ----------------- |
| 1  | 25 janvier 2016 | 978-4-04-068047-7 |
| 2  | 25 mai 2016     | 978-4-04-068320-1 |
| 3  | 25 octobre 2016 | 978-4-04-068672-1 |
| 4  | 25 mars 2017    | 978-4-04-069088-9 |
| 5  | 25 août 2017    | 978-4-04-069409-2 |
| 6  | 24 mars 2018    | 978-4-04-069806-9 |
| 7  | 25 juillet 2019 | 978-4-04-065838-4 |
| 8  | 21 juillet 2021 | 978-4-04-064268-0 |

### Manga
Une adaptation en manga dessinée par Sei Takano est prépubliée en ligne sur le site ComicWalker de Kadokawa Shoten depuis novembre 2016.
| no | Japonais          | Japonais          |
| no | Date de sortie    | ISBN              |
| -- | ----------------- | ----------------- |
| 1  | 23 mars 2017      | 978-4-04-069116-9 |
| 2  | 23 septembre 2017 | 978-4-04-069419-1 |
| 3  | 23 mai 2018       | 978-4-04-069836-6 |
| 4  | 22 février 2019   | 978-4-04-065350-1 |
| 5  | 21 octobre 2019   | 978-4-04-064070-9 |
| 6  | 23 septembre 2020 | 978-4-04-064768-5 |
| 7  | 21 juillet 2021   | 978-4-04-680506-5 |
| 8  | 22 mars 2022      | 978-4-04681251-3  |

### Anime
Une adaptation en série d'animation est annoncée le 15 juillet 2021. La série est produite par Diomedéa et réalisée par Keizō Kusakawa, avec Wataru Watari chargé des scénarios de la série, Mayuko Matsumoto concevant les personnages, et Tatsuya Kato et Satoshi Hōno composant la musique. Elle est diffusée depuis le 10 juillet 2022 sur AT-X, Tokyo MX, Kansai TV et BS NTV,. La chanson thème d'ouverture intitulée Musō-teki Chronicle est interprétée par Kaori Ishihara, tandis que la chanson thème de fin Haku'u est chantée par Little Black Dress. Crunchyroll diffuse la série en dehors de l'Asie et Muse Communication à Taïwan, en Asie du Sud et du Sud-Est.

#### Liste des épisodes
| No | Titre français                                                 | Titre japonais               | Titre japonais                             | Date de 1re diffusion |
| No | Titre français                                                 | Kanji                        | Rōmaji                                     | Date de 1re diffusion |
| -- | -------------------------------------------------------------- | ---------------------------- | ------------------------------------------ | --------------------- |
| 1  | L'Élève apothicaire réincarné et le nouveau monde              | 転生薬学者と異世界           | Tensei yakugakusha to isekai               | 10 juillet 2022       |
| 2  | Maître et Disciple                                             | 師匠と弟子                   | Shishō to deshi                            | 17 juillet 2022       |
| 3  | Le Médecin-chef de la cour et l'élève apothicaire réincarné    | 筆頭宮廷薬師と転生薬学者     | Hittō kyūtei kusushi to tensei yakugakusha | 24 juillet 2022       |
| 4  | Sa Majesté l'impératrice et le décret d'établissement          | 皇帝陛下と創業勅許           | Kōtei heika to sōgyō chokkyo               | 31 juillet 2022       |
| 5  | Quotidien de l'officine d'un autre monde et produits de beauté | 異世界薬局の日常と化粧品     | Isekai yakkyoku no nichijō to keshōhin     | 7 août 2022           |
| 6  | Le frère, la sœur et la mer                                    | 兄妹と海                     | Kyōdai to umi                              | 14 août 2022          |
| 7  | Le garçon sans ombre et l'Inquisition                          | 影のない少年と異端審問官     | Kage no nai shōnen to itanjinmonkan        | 21 août 2022          |
| 8  | La Grippe et l'Aube d'une officine                             | インフルエンザと薬局の夜明け | Infuruenza to yakkyoku no yoake            | 28 août 2022          |
| 9  | L'histoire de l'homme malfaisant                               | ある邪悪な男の話             | Aru jaakuna otoko no hanashi               | 4 septembre 2022      |
| 10 | La peste noire                                                 | 黒死病                       | Kokushibyō                                 | 11 septembre 2022     |
| 11 | La miracle du village d'Estarque                               | エスターク村の奇跡           | Esutāku mura no kiseki                     | 18 septembre 2022     |
| 12 | Ceux qu'il n'a pas pu soigner                                  | 彼が治せなかったもの         | Kare ga naosenakatta mono                  | 25 septembre 2022     |

## Accueil
Le light novel et le manga ont en cumulé plus de 2 300 000 exemplaires imprimés,,.

### Light novel
1. 1 2  (ja) « 異世界薬局 1 », sur Kadokawa (consulté le 16 juillet 2021).
2. 1 2  (ja) « 異世界薬局 2 », sur Kadokawa (consulté le 16 juillet 2021).
3. 1 2  (ja) « 異世界薬局 3 », sur Kadokawa (consulté le 16 juillet 2021).
4. 1 2  (ja) « 異世界薬局 4 », sur Kadokawa (consulté le 16 juillet 2021).
5. 1 2  (ja) « 異世界薬局 5 », sur Kadokawa (consulté le 16 juillet 2021).
6. 1 2  (ja) « 異世界薬局 6 », sur Kadokawa (consulté le 16 juillet 2021).
7. 1 2  (ja) « 異世界薬局 7 », sur Kadokawa (consulté le 16 juillet 2021).
8. 1 2  (ja) « 異世界薬局 8 », sur Kadokawa (consulté le 16 juillet 2021).

### Manga
1. 1 2  (ja) « 異世界薬局 （１） », sur Kadokawa (consulté le 16 juillet 2021).
2. 1 2  (ja) « 異世界薬局 （２） », sur Kadokawa (consulté le 16 juillet 2021).
3. 1 2  (ja) « 異世界薬局 （３） », sur Kadokawa (consulté le 16 juillet 2021).
4. 1 2  (ja) « 異世界薬局 （４） », sur Kadokawa (consulté le 16 juillet 2021).
5. 1 2  (ja) « 異世界薬局 （５） », sur Kadokawa (consulté le 16 juillet 2021).
6. 1 2  (ja) « 異世界薬局 （６） », sur Kadokawa (consulté le 16 juillet 2021).
7. 1 2  (ja) « 異世界薬局 （７） », sur Kadokawa (consulté le 16 juillet 2021).
8. 1 2  (ja) « 異世界薬局 （８） », sur Kadokawa (consulté le 5 juillet 2022).